# Elezione imperiale del 1653

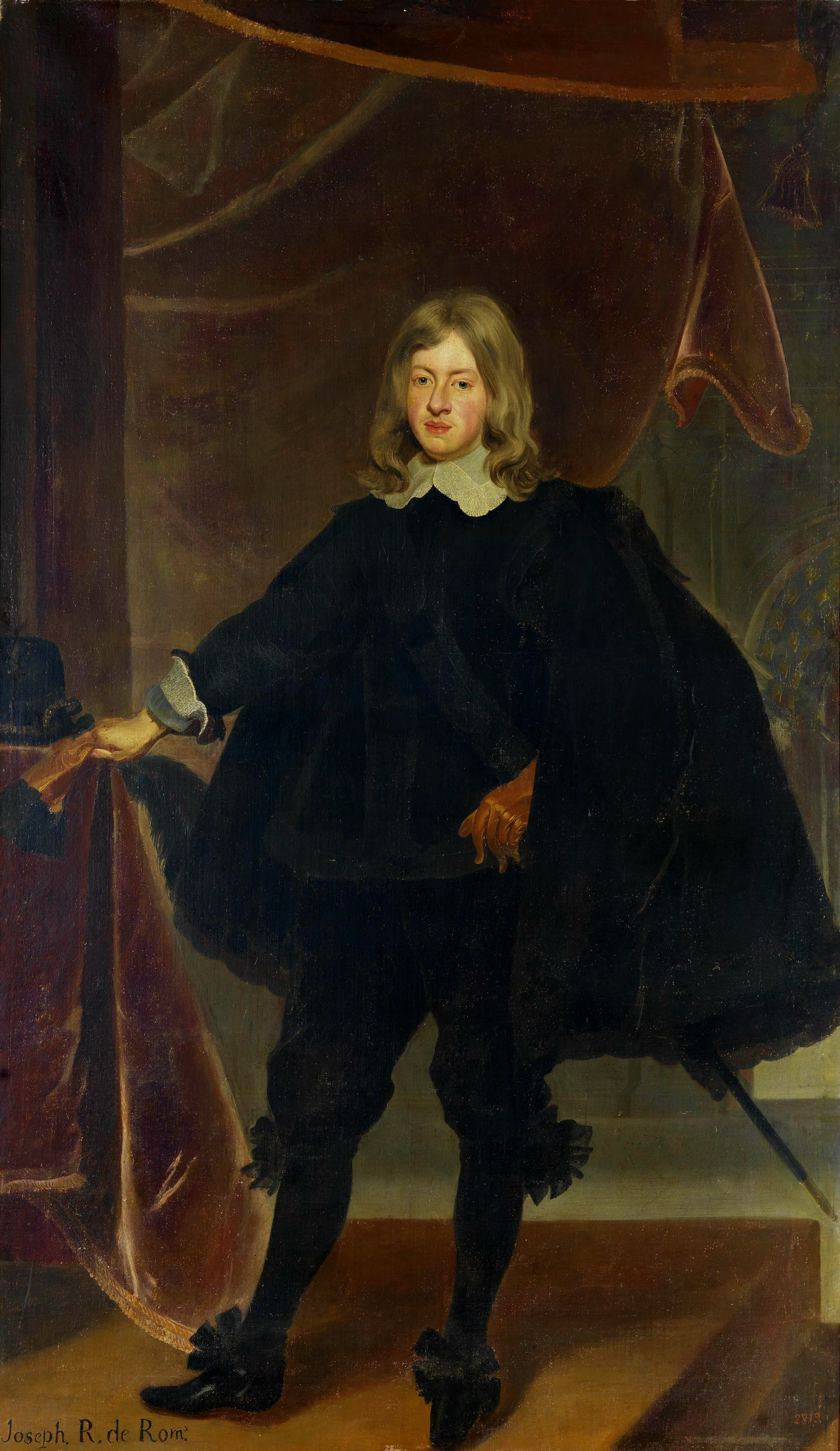
Il re dei romani Ferdinando IV d'Asburgo.

L'elezione imperiale del 1653 si è svolta ad Augusta il 31 maggio 1653.

## Contesto storico
La pace di Vestfalia del 1648 pose fine alla guerra dei trent'anni, iniziata nel 1618. Uno dei termini del trattato fu il ripristino della dignità elettorale in capo al conte palatino Carlo Luigi, di cui il padre Federico V era stato privato nel 1623. Il collegio dei principi elettori si allargò così a otto membri. Nel 1653 l'imperatore Ferdinando III d'Asburgo decise di organizzare l'elezione a re dei Romani di suo figlio Ferdinando IV, già associato al trono di Boemia. Per evitare un pareggio Ferdinando decise di astenersi.

## Principi elettori
| Principe elettore | Principe elettore                   | Titolo elettorale        | Altri titoli                                                        | Confessione |
| ----------------- | ----------------------------------- | ------------------------ | ------------------------------------------------------------------- | ----------- |
|                   | Johann Philipp von Schönborn        | Arcivescovo di Magonza   | Vescovo di Würzburg                                                 | Cattolico   |
|                   | Karl Kaspar von der Leyen           | Arcivescovo di Treviri   |                                                                     | Cattolico   |
|                   | Massimiliano Enrico di Baviera      | Arcivescovo di Colonia   | Vescovo di Liegi                                                    | Cattolico   |
|                   | Ferdinando III d'Asburgo (astenuto) | Re di Boemia             | Imperatore del Sacro Romano Impero Arciduca d'Austria Re d'Ungheria | Cattolico   |
|                   | Ferdinando Maria di Baviera         | Duca di Baviera          |                                                                     | Cattolico   |
|                   | Giovanni Giorgio I di Sassonia      | Duca di Sassonia         |                                                                     | Luterano    |
|                   | Federico Guglielmo I di Brandeburgo | Margravio di Brandeburgo | Duca di Prussia                                                     | Calvinista  |
|                   | Carlo I Luigi del Palatinato        | Conte Palatino del Reno  |                                                                     | Calvinista  |

## Esito
Ferdinando IV venne eletto re dei Romani il 31 maggio 1653 e incoronato a Ratisbona il 18 giugno, ma non poté succedere al padre come imperatore perché morì di vaiolo il 9 luglio 1654.